# Сєверо-Дубровне
Сє́веро-Дубро́вне (рос. Северо-Дубровное) — присілок у складі Армізонського району Тюменської області, Росія.
Населення — 36 осіб (2010, 32 у 2002).
Національний склад станом на 2002 рік:
- росіяни — 84 %